# Rue des Messageries
La rue des Messageries est une rue du 10e arrondissement de Paris

## Situation et accès

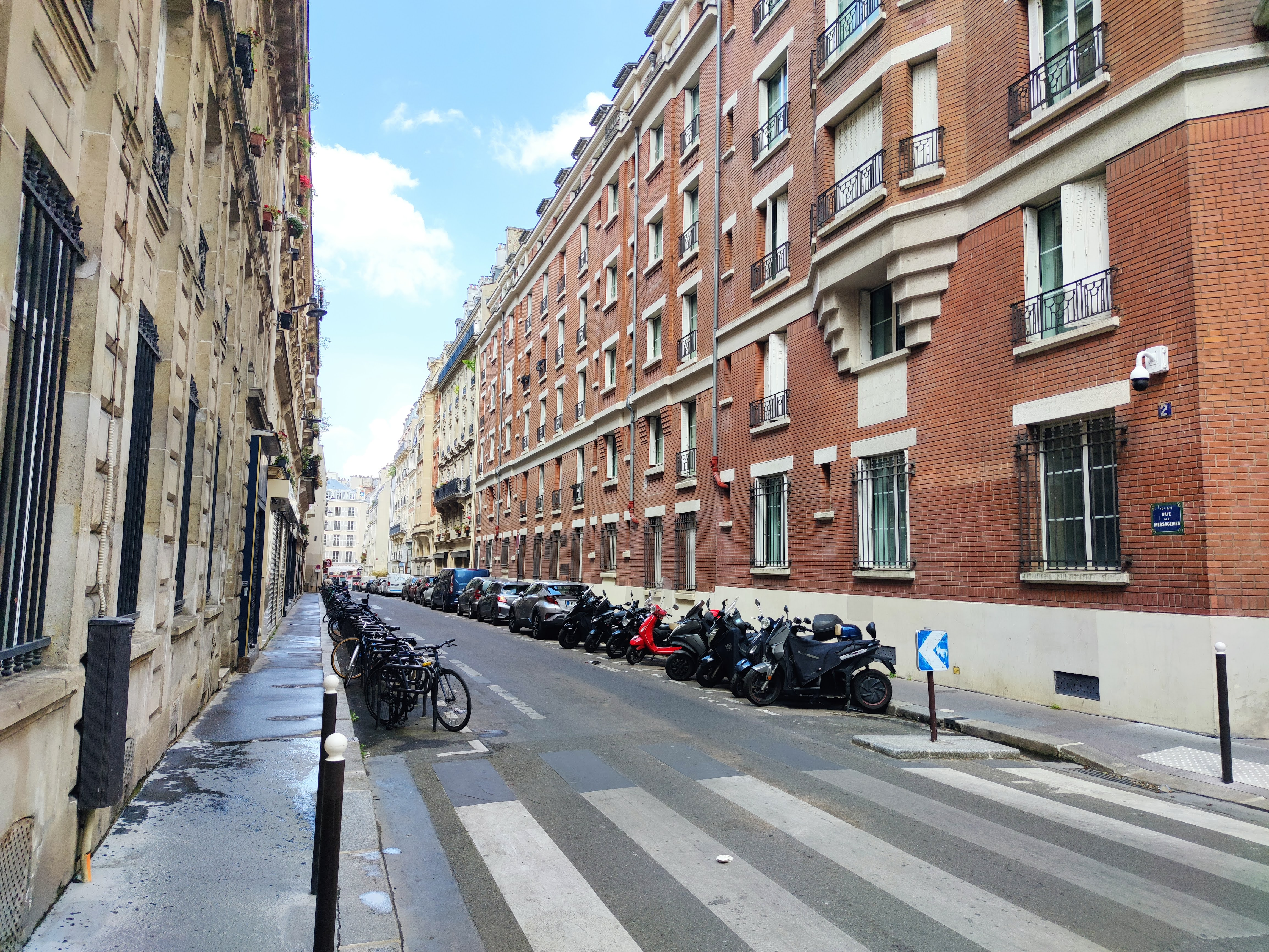
La rue vue depuis la rue d'Hauteville (2025).

Longue de 181 mètres, elle commence 69-77, rue d'Hauteville et finit 78, rue du Faubourg-Poissonnière.

## Origine du nom
Le nom de la rue fait référence à l'emplacement d'un ancien bureau de voitures publiques appelées « messageries », où la rue fut percée.

## Historique
Cette voie qui a été créée sur les terrains de l'ancien enclos Saint-Lazare était, en 1792, un passage de 21 pieds de largeur, formant retour d'équerre et communiquant de la rue de Paradis à celle du Faubourg-Poissonnière. Il était fermé à ses deux extrémités par des grilles en fer, et portait le nom de « passage des Messageries ». À cette époque, les propriétaires riverains sollicitèrent de l'autorité la conversion de ce passage en rue :
« Arrêt du corps municipal du 18 juin 1792, an IV de la liberté.
Sur la demande faite par les sieurs Goupy, Fossard, Rabiant, Lafosse, Girard, Suzanne, Reine et du sieur Briey, au nom et comme fondé de pouvoir de la dame de Laspy, tous propriétaires du terrain ayant face sur le passage des Messageries, situé entre les rues Poissonnière et de Paradis, d'une autorisation pour convertir ce passage en rue ;
Vu aussi la soumission de ces huit propriétaires de supporter sans indemnité, et au fur et à mesure des reconstructions des murs de face ou des ouvrages tendant à les réconforter, un retranchement de 4 pieds 1/2 (1,46 mètre) de chaque côté du dit passage, qui n'a actuellement que 21 pieds (6,82 mètres), pour le porter à 30 pieds 9,75 mètres) ; de faire paver à leurs frais le dit passage par l'entrepreneur du pavé de Paris, et successivement les portions de terrain, et de payer également les frais de premier établissement des lanternes nécessaires pour éclairer la dite nouvelle rue ;
Le Corps municipal, après avoir entendu le rapport des administrateurs du département des travaux publics, duquel il résulte que les susnommés ne sont pas seuls propriétaires du terrain ayant face sur le passage, que le sieur Lenoir Payaud et la dite veuve Marsal, propriétaire d'un quart ou environ des façades de ce passage, s'opposent à sa conversion en rue, à cause des sacrifices qui en résulteraient pour eux ;
 Considérant que les opposants sont contraints, par la soumission des propriétaires des autres quarts, de payer leurs portions contributives des frais de pavage et de ceux relatifs à l'illumination, mais qu'on ne peut les assujettir à faire le sacrifice du terrain retranché, et attendu les avantages qui résulteraient tant pour les habitants du quartier, que pour la sûreté publique, de la conversion du dit passage en rue ;
 Ouï sur ce le procureur de la Commune et le Corps municipal
A  arrêté :
- 1° Que le passage des Messageries, qui communique de la rue de la Michodière à celle Poissonnière, au droit de celle de Paradis, sera converti en rue, et qu'à cet effet les pavillons et les grilles qui en ferment les extrémités seront supprimés aux frais des propriétaires ;
- 2° Que la dite rue sera portée à 30 pieds (9,75 mètres) de largeur ; et qu'à cet effet, les propriétaires sur l'un et l'autre côté, ne pourront faire aucune construction ou reconstruction, ni ouvrage tendant à réconforter les murs de face, au préjudice du retranchement de 4 pieds 1/2 (1,46 mètre) que chacun d'eux sera obligé de subir au fur et à mesure des dites constructions,reconstructions ou réconfortations, pour donner 30 pieds (9,75 mètres) à la dite communication, qui n'en a que 21 (6,82 mètres) dans l'état actuel ; le tout d'après les alignements qui leur seront donnés par l'administration municipale ;
- 3° Que la suppression des dites grilles ne pourra être opérée qu'autant que les sieurs Goupil, Fossard, Rabiant, Reine, Lafosse, Girard, Suzanne et la dame de Laspy, propriétaire des trois quarts environ des terrains de face, rapporteront le consentement du sieur Lenoir Payot et de la dame veuve Marsal, propriétaires de l'autre quart ; ou, qu'après que les dits propriétaires des trois quarts, auront rapporté la soumission d'indemniser chacun des détenteurs de l'autre quart, du préjudice qui peut résulter pour eux du retranchement futur de 4 pieds 1/2 (1,46 mètre) de terrain ;
- 4° Que la dite, rue sera pavée en pavé d'échantillon, aux frais des propriétaires, par l'entrepreneur du pavé de Paris, d'après les pentes qui en seront déterminées par l'inspecteur général du pavé de Paris, pour être ensuite, l'entretien du dit pavé, compris sur l'état des dépenses à la charge de la commune ;
- 5° Que les dits propriétaires soumissionnaires, seront tenus de payer les frais de premier établissement des lanternes nécessaires à l'éclairage de la rue, dont l'illumination sera ensuite à la charge de la commune ;
- 6° Que le service de nettoiement y sera fait lorsque la dite rue sera pavée en entier et bordée de maisons ou de murs ;
- 7° Que la police et la sûreté y seront maintenues comme dans les autres rues de la capitale ;
- 8° Et enfin renvoyé au bureau municipal pour donner le nom à la rue, et arrête que dès à présent les inscriptions seront placées aux frais des propriétaires.

Signé : PÉTION, maire.
DEJOLI, secrétaire greffier. »

## Bâtiments remarquables et lieux de mémoire

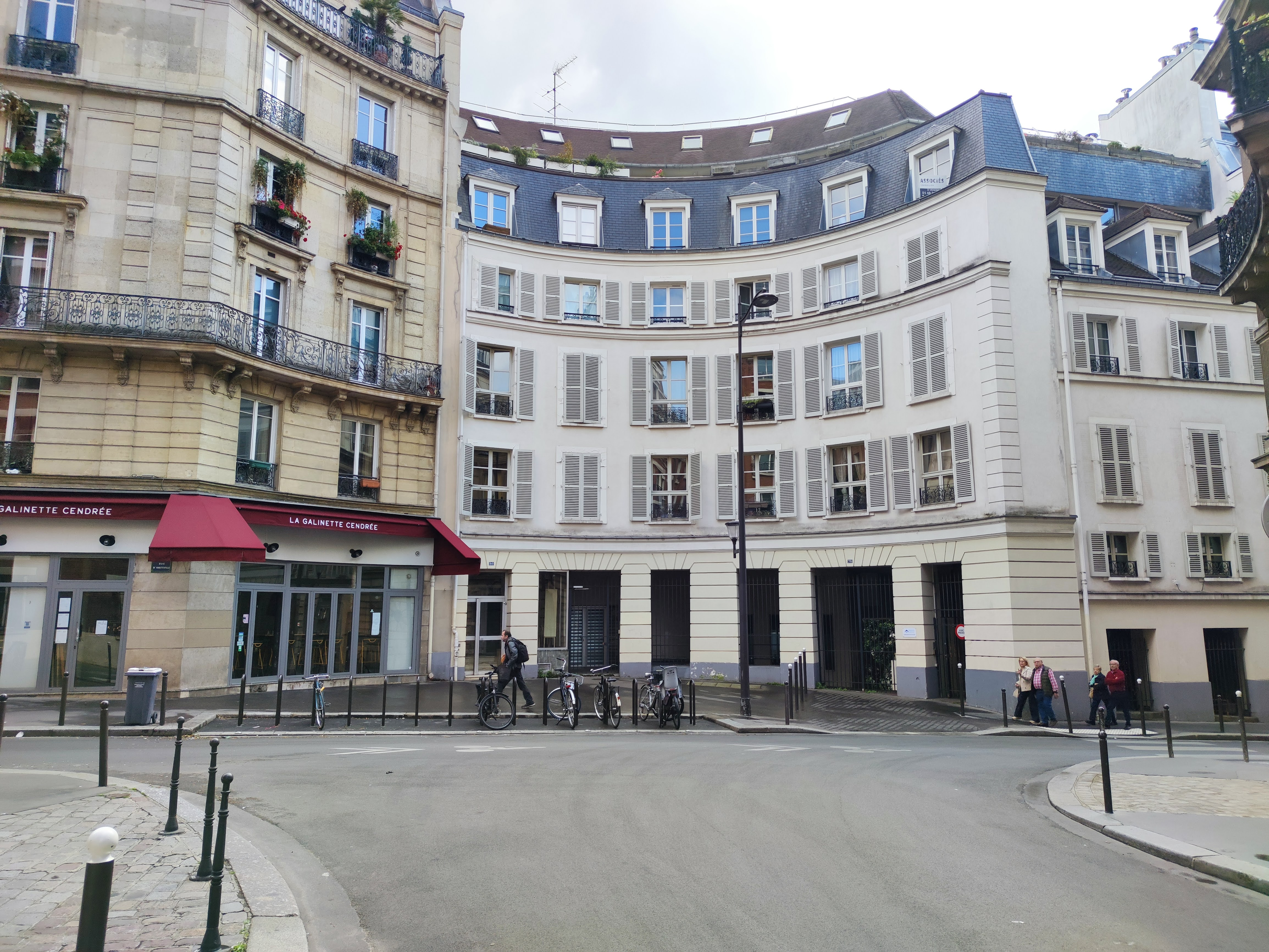
Au carrefour de la rue d'Hauteville.

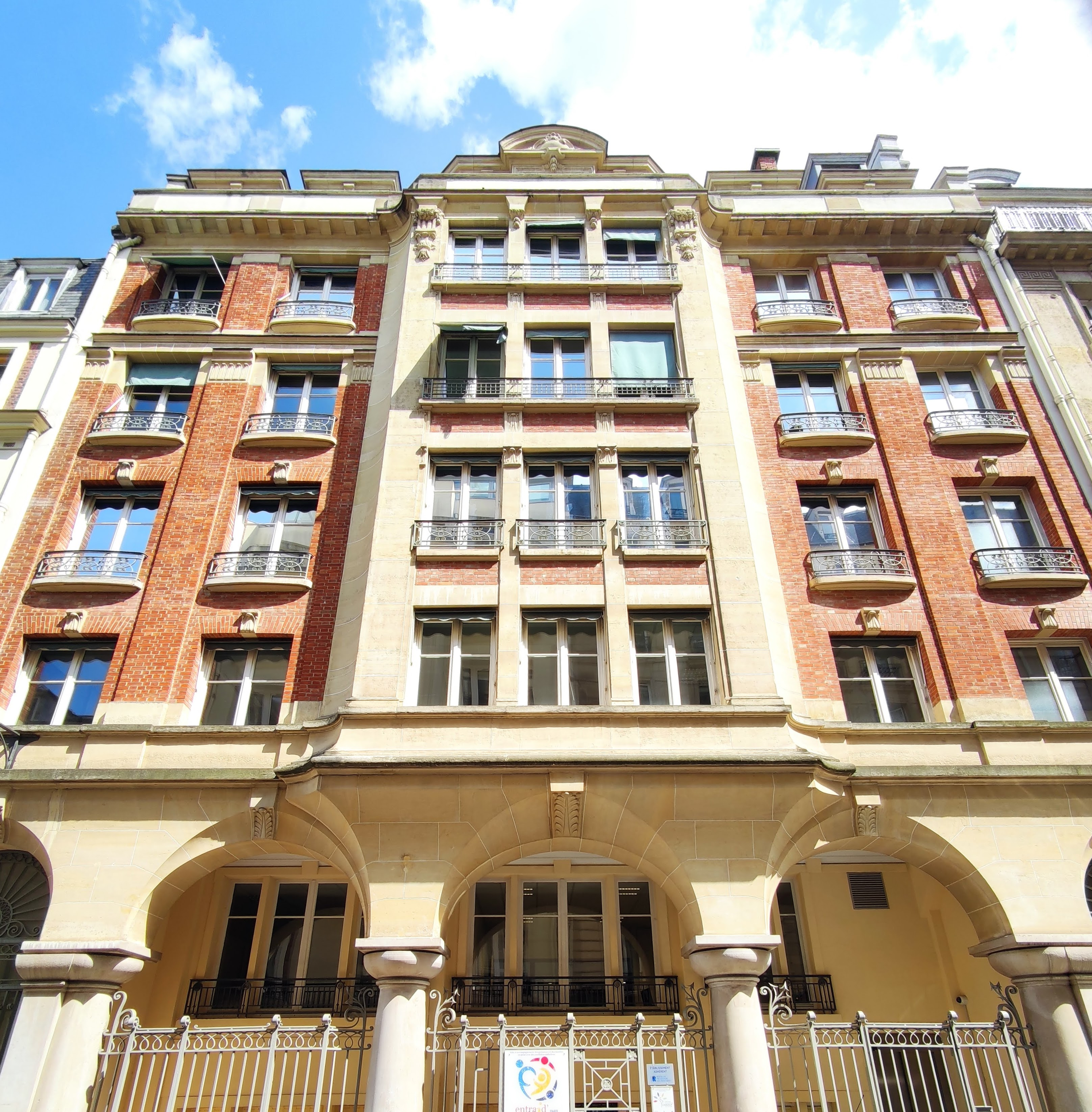
No 10.

- Au carrefour avec la rue d'Hauteville, il y a une placette toujours présente par l'arrondi des immeubles adjacents, autrefois dédiée à la manœuvre des diligences postales.
- No 8 : immeuble construit par l'architecte Edmond Lecq en 1889, comme indiqué en façade.
- No 10 : École suisse internationale de Paris.